# Chiesa di San Pancrazio (Firenze)
La ex chiesa di San Pancrazio (o Brancazio, come la branca di leone sull'insegna di questo sestiere) è un edificio religioso sconsacrato di Firenze, situato nell'omonima piazza incastonata lungo via della Spada, sul retro del palazzo Rucellai. Oggi ospita il Museo Marino Marini.

## Storia e descrizione
Il martire romano Pancrazio era morto a soli 14 anni agli inizi del IV secolo ed è considerato il santo della giustizia, nemico degli spergiuri e dei falsi testimoni.
Di fondazione forse paleocristiana, documentata dal 931, Giovanni Villani la citava come fondata da Carlo Magno. Il monastero attiguo venne fondato dalle suore benedettine di sant'Ilario nel 1157. Assegnato in seguito ai domenicani, passò poi ai vallombrosani che furono trasferiti qui nel 1230 da papa Alessandro IV e vi rimasero fino al 1808.
Importanti lavori di ristrutturazione e ampliamento furono intrapresi a partire dal Trecento, ingrandendo la chiesa, costruendo il nuovo chiostro (1447-1456) con un dormitorio e un refettorio per i monaci.
Giovanni Rucellai commissionò al grande Leon Battista Alberti la ristrutturazione della cappella a fianco della chiesa (l'unica parte oggi ancora consacrata), ultimata nel 1467, chiamata "Cappella del Santo Sepolcro", che conserva ancora oggi un piccolo capolavoro, il tempietto del Santo Sepolcro, costruito dallo stesso Alberti e rivestito di marmi bicromi intarsiati, riproducente la forma in scala del Santo Sepolcro di Gerusalemme. Lo stile sobrio ma altamente elegante delle formelle in marmo bianco e verde con motivi decorativi ognuno diverso dall'altro, è stato di ispirazione anche per alcuni architetti moderni, come Alvar Aalto che ha usato questo schema per la decorazione di interni. Nel tempietto è sepolto Giovanni Rucellai.
Nel 1754 la chiesa fu trasformata radicalmente dall'architetto Giuseppe Ruggeri, che smantellò molte decorazioni anteriori e rimosse le numerose sepolture di famiglie e cittadini illustri. Tra le maggiori novità dell'assetto settecentesco ci furono anche la ridefinizione dello spazio interno e la realizzazione della cupola affrescata in corrispondenza del transetto.
Venne ulteriormente modificata dopo la soppressione napoleonica (1808), in linea con il gusto neoclassico dall'architetto Giuseppe Cacialli: furono poste al centro della facciata, privata del portale trecentesco, le due colonne con ai lati due leoni e il fregio che collegavano il Santo Sepolcro e la navata, con una anastilosi di evidente sapore neoclassico. Dopo il 1808 la chiesa venne adibita a Direzione del Giuoco del Lotto; poi servì da Tribunale e in seguito da Manifattura dei Tabacchi (qui avevano luogo le lavorazioni di maggior pregio) fino alla costruzione della Manifattura Tabacchi in via delle Cascine. A quest'ultima fase risale la tramezzatura con travi metalliche di tipo industriale della navata centrale.
Caratterizzato da un progressivo abbandono agli esordi del Novecento, fu successivamente ristrutturato ed adibito a deposito dell'attigua caserma.
Con la fine dell'utilizzo a scopi militari, prende finalmente avvio la vicenda del moderno Museo Marini; nel 1976 venne avviato il restauro della cappella Rucellai e delle strutture murarie della chiesa e pressoché contemporaneamente Lorenzo Papi e Bruno Sacchi furono incaricati di redigere il progetto di recupero e rifunzionalizzazione del complesso. I lavori, avviati nel 1982, vennero conclusi nel 1986.

### Il chiostro
Sul fianco destro della chiesa si apre un arioso cortile rinascimentale di notevoli dimensioni, con un loggiato, caratterizzato da archi a tutto sesto e volte a crociera sorretti da colonne con capitelli in stile ionico, sui tre lati non adiacenti alla chiesa (sul quarto lato sono presenti a rilievo i profili delle arcate cieche). Il contrasto tra gli intonaci bianchi e la pietra serena grigia è tipico dell'architettura fiorentina tradizionale.
Il chiostro venne molto danneggiato da un incendio nel 1921, vi è un affresco rappresentante San Giovanni Gualberto ed altri santi dell'Ordine Vallombrosano di Neri di Bicci.
Oggi è occupato dalle associazioni combattentistiche e d'arma, tra le quali l'Unione nazionale ufficiali in congedo d'Italia.

## Confraternite
Nella chiesa si riunirono nel tempo molte confraternite. Tra le più importanti ci furono:
- Compagnia della Nunziata
- Compagnia dei Diecimila Martiri
- Compagnia dei Santi Cosma e Damiano degli Speziali

## Il Museo Marino Marini
Marino Marini (1901-1980) è stato uno dei più importanti artisti italiani del Novecento, soprattutto come scultore. Nacque a Pistoia, ma studiò arte a Firenze, prima di trasferirsi a Monza come insegnante ed approdando infine alla prestigiosa Accademia di belle arti di Brera a Milano. Qui è conservata la seconda collezione per grandezza delle sue opere, dopo la raccolta a lui dedicata nella sua città natale.
I quasi duecento pezzi sono disposti secondo un ordinamento tematico che permette al visitatore di accostarsi con libertà al mondo dell'artista, fatto di cavalieri, Pomone e ritratti. L'allestimento museale rispetta con grande sensibilità le indicazioni di Marini nella scelta dei materiali e dell'illuminazione naturale degli ambienti, creando un raro effetto di armonia tra il contenitore e le opere. Il percorso si snoda su più livelli: le sculture, in bronzo e in cemento, sono distribuite su tutti i piani, mentre su quote diverse sono dislocati gessi policromi e tele, ritratti e disegni. La molteplicità delle tecniche esperite offre un'ulteriore testimonianza degli interessi dell'artista per le possibilità espressive della forma.

## Opere già in San Pancrazio
- Bernardo Daddi, Polittico di San Pancrazio, oggi agli Uffizi

## Galleria d'immagini

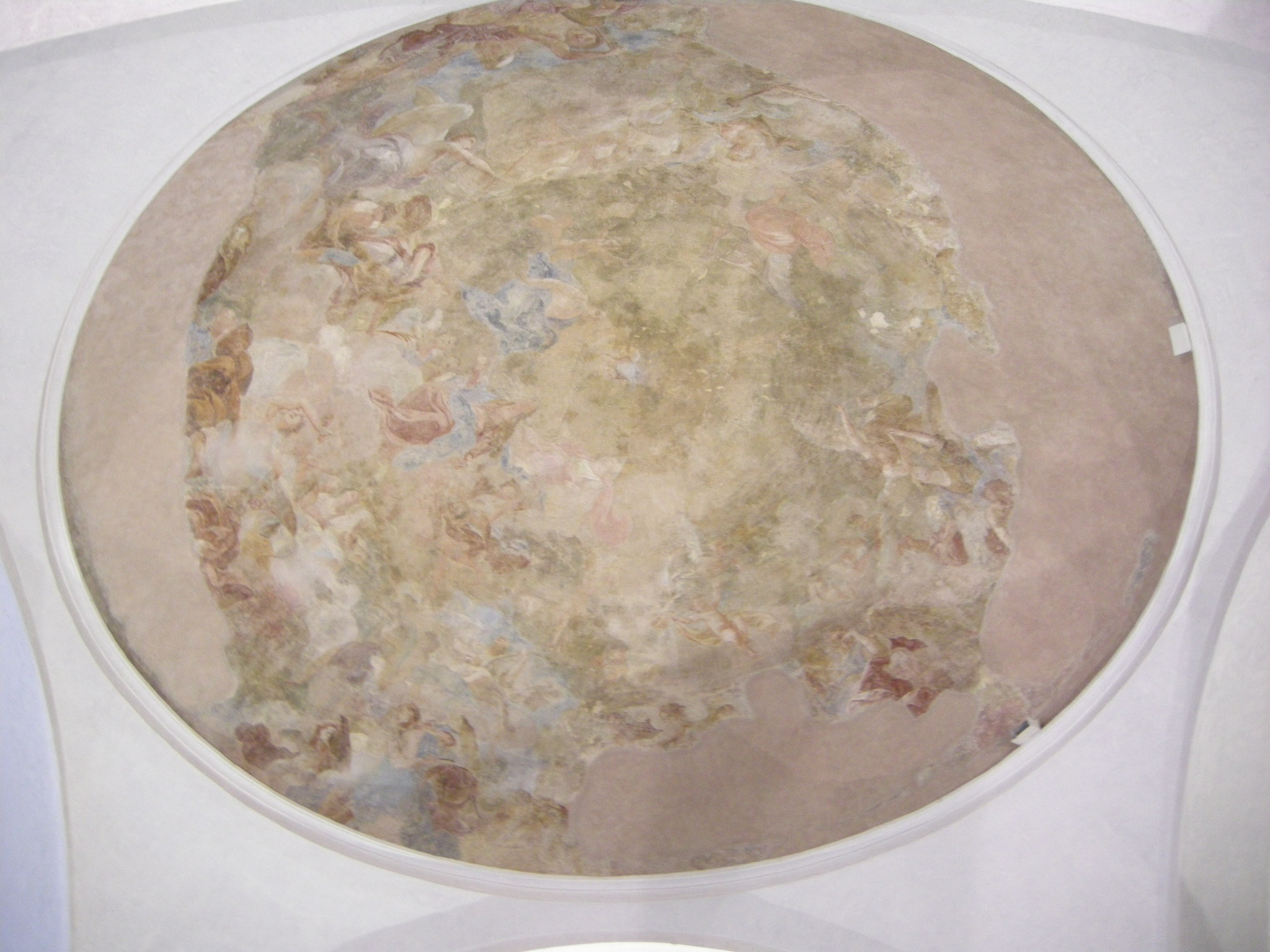
La cupola
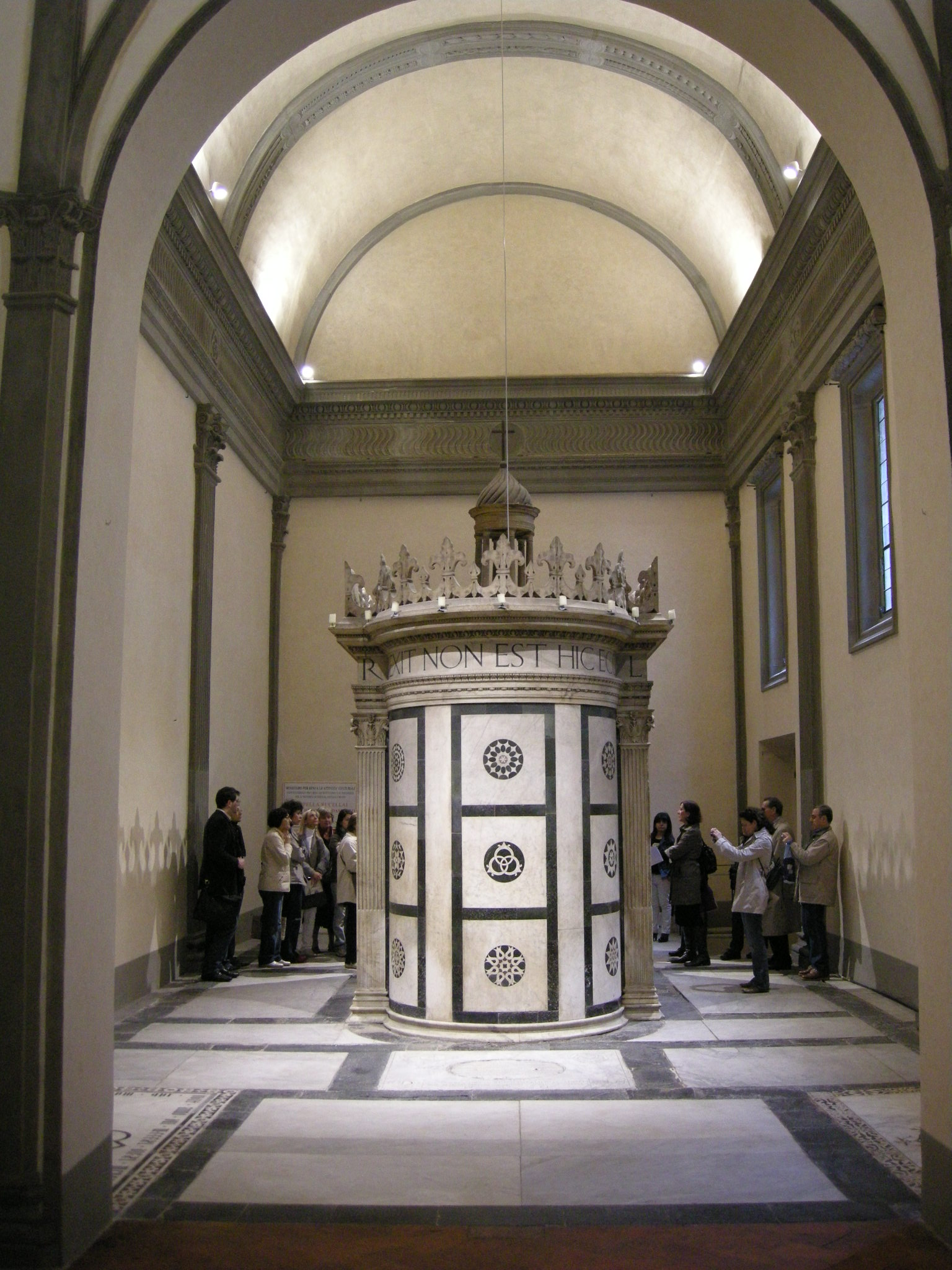
La cappella del Santo Sepolcro
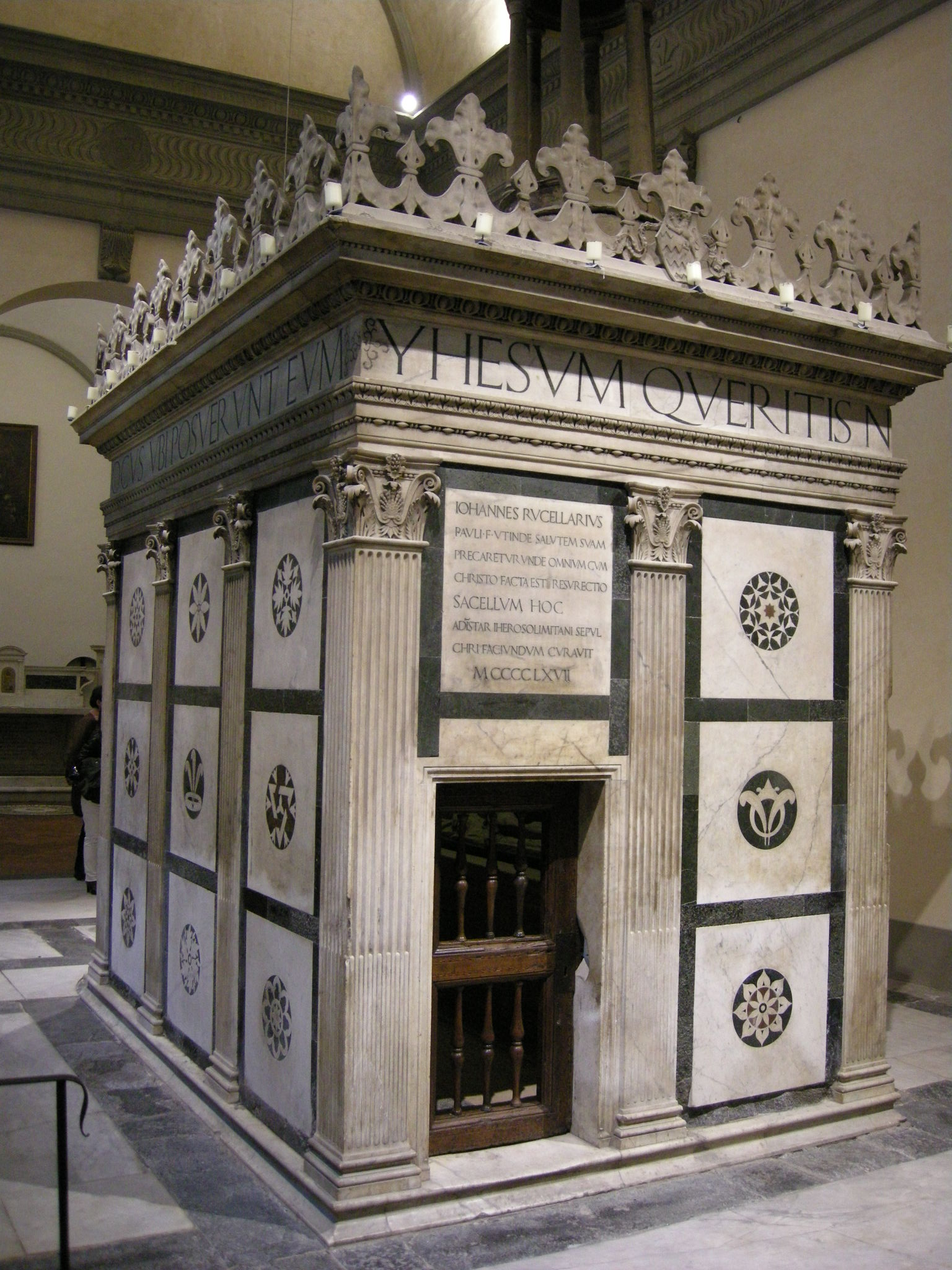
Il tempietto dell'Alberti
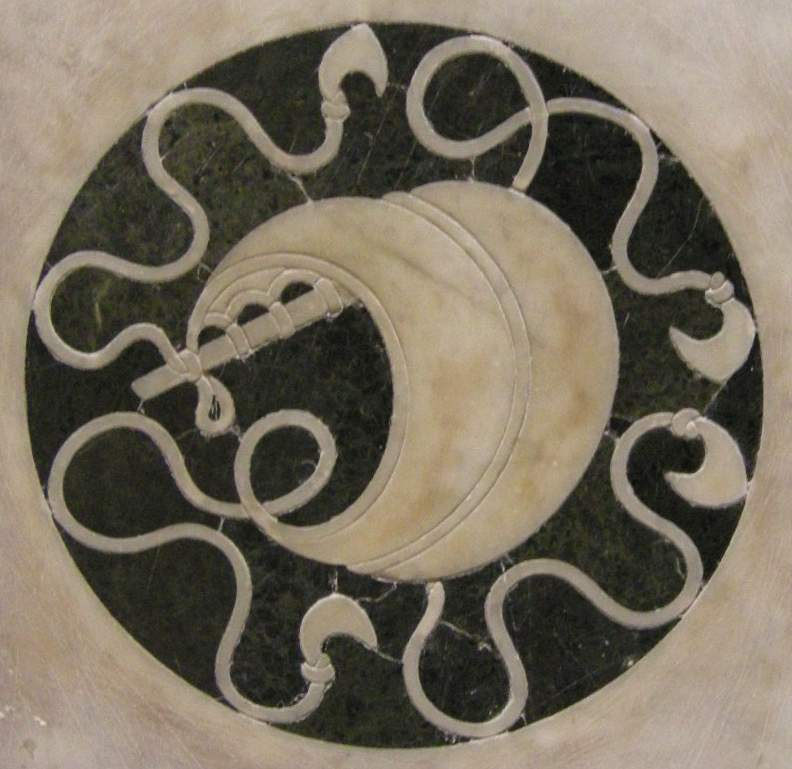
Motivo decorativo con l'impresa personale di Giovanni Rucellai
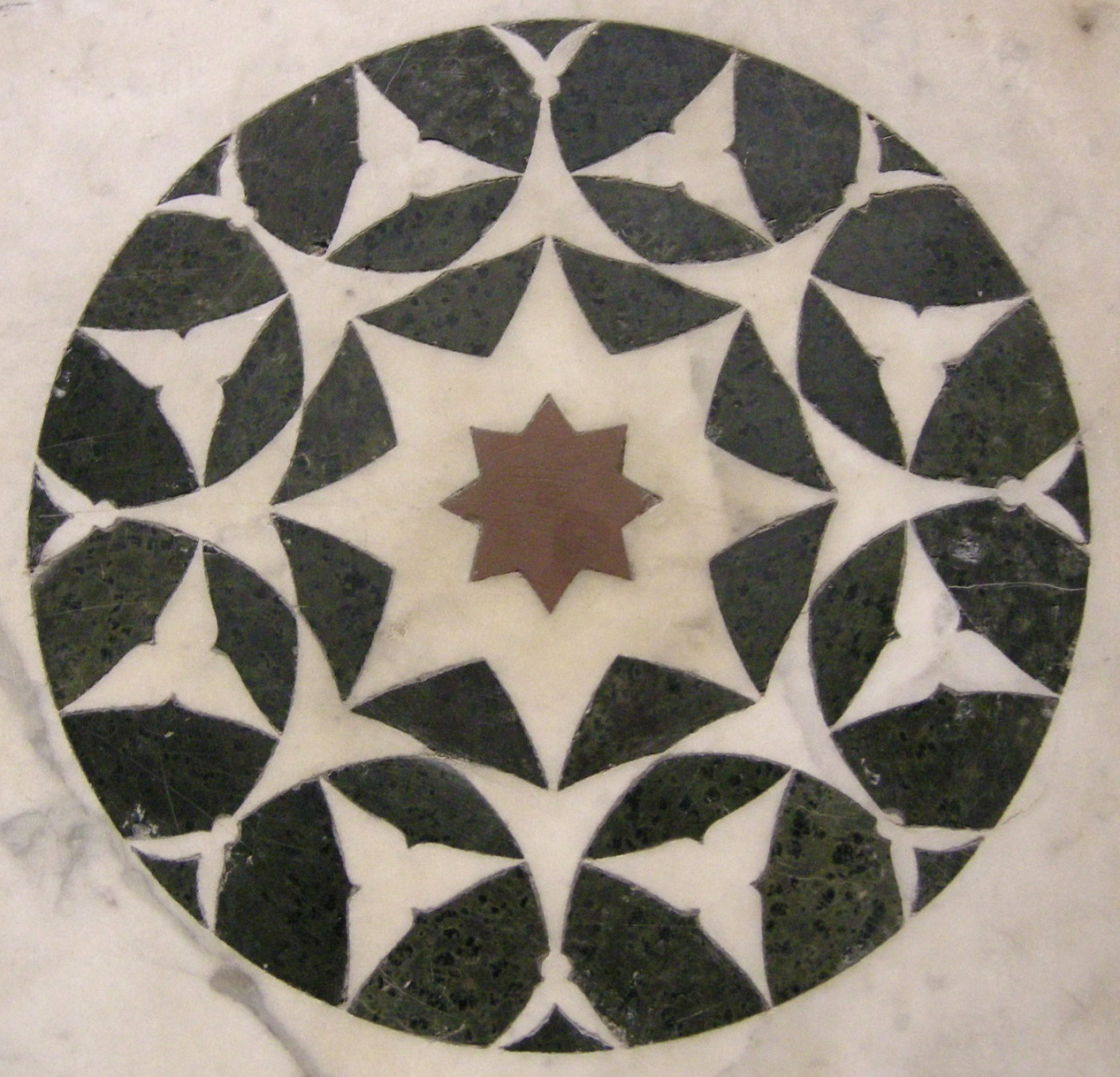
Motivo decorativo del tempietto
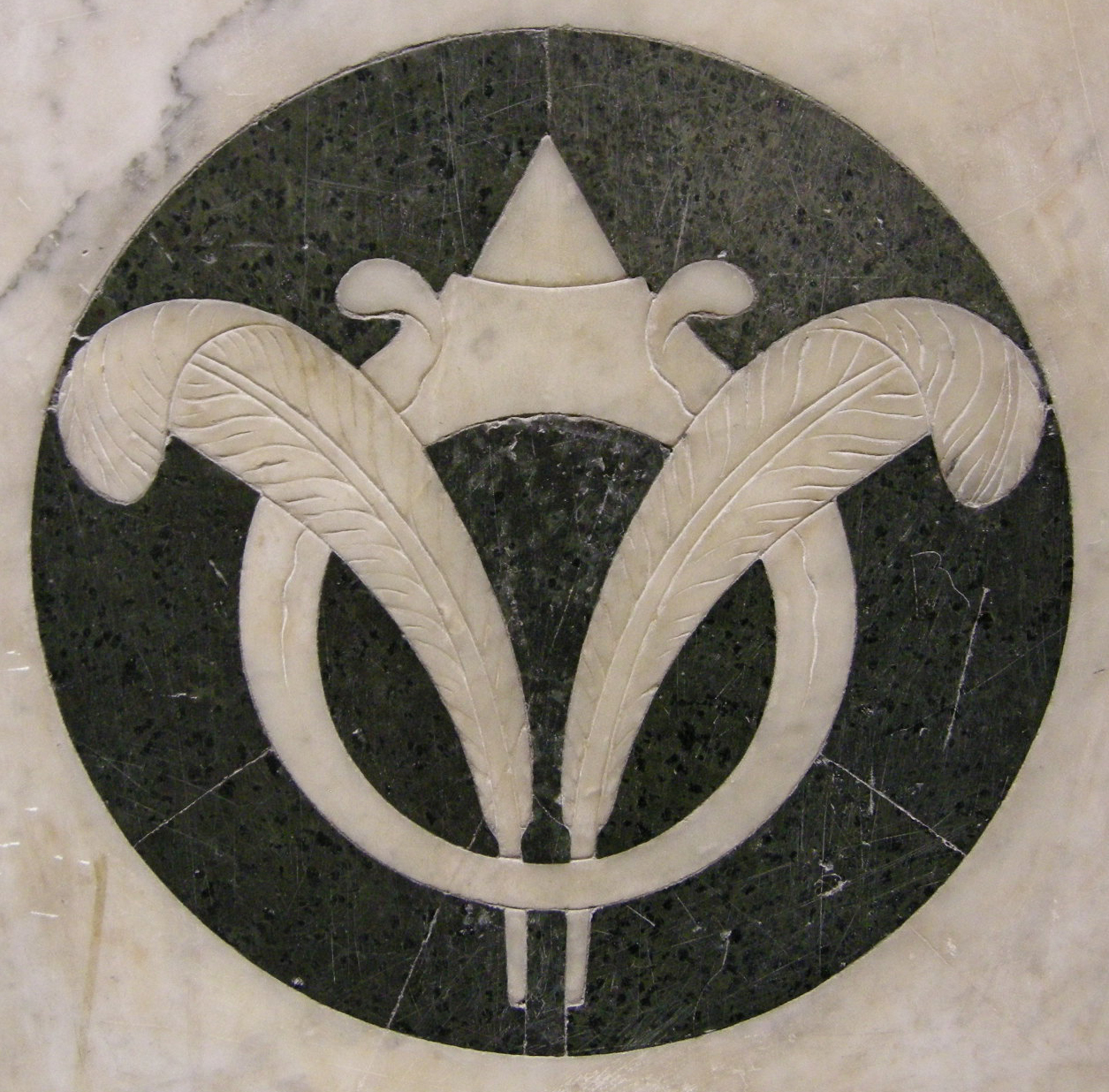
Motivo decorativo con l'impresa personale di Piero il Gottoso
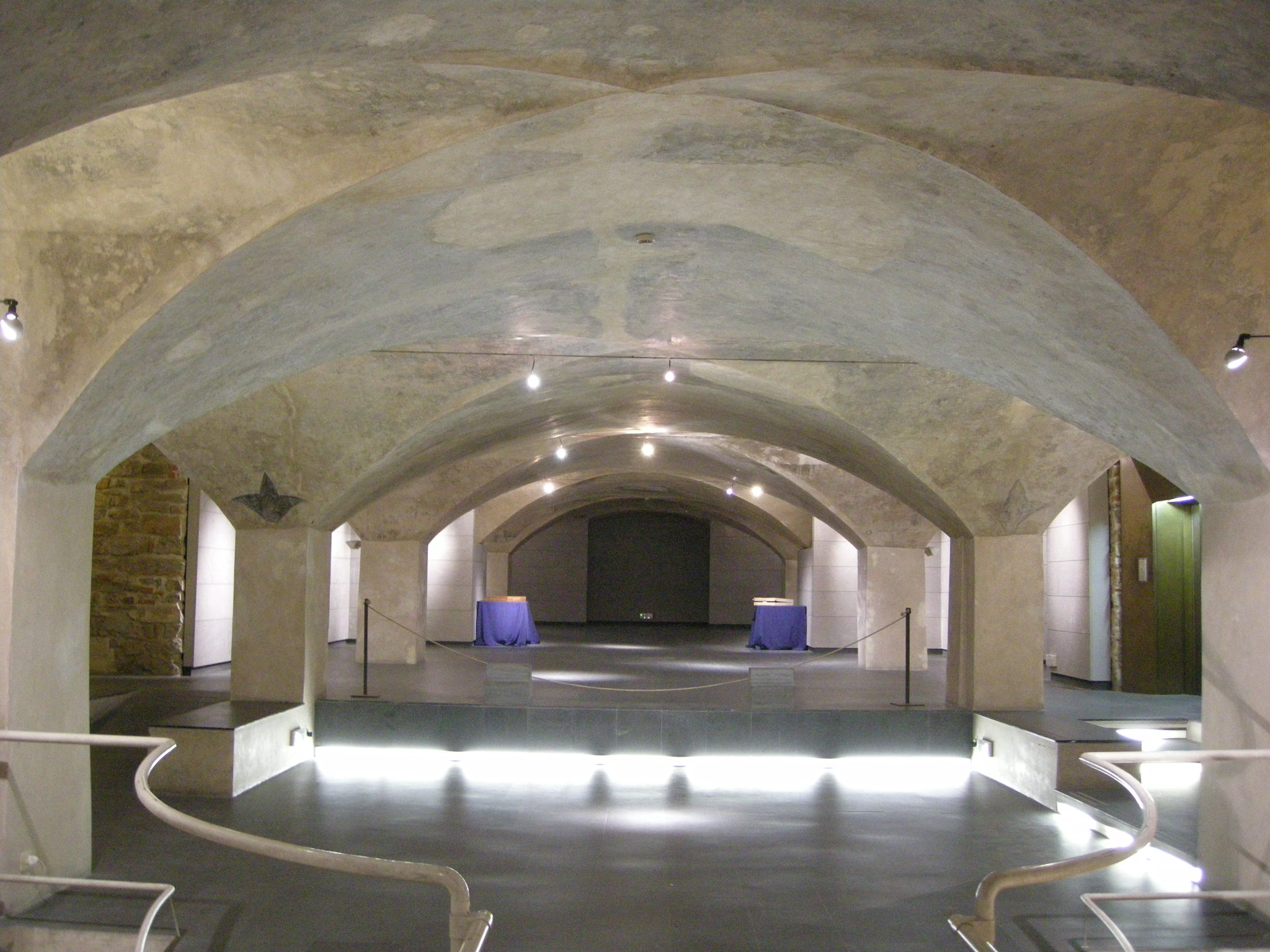
La cripta
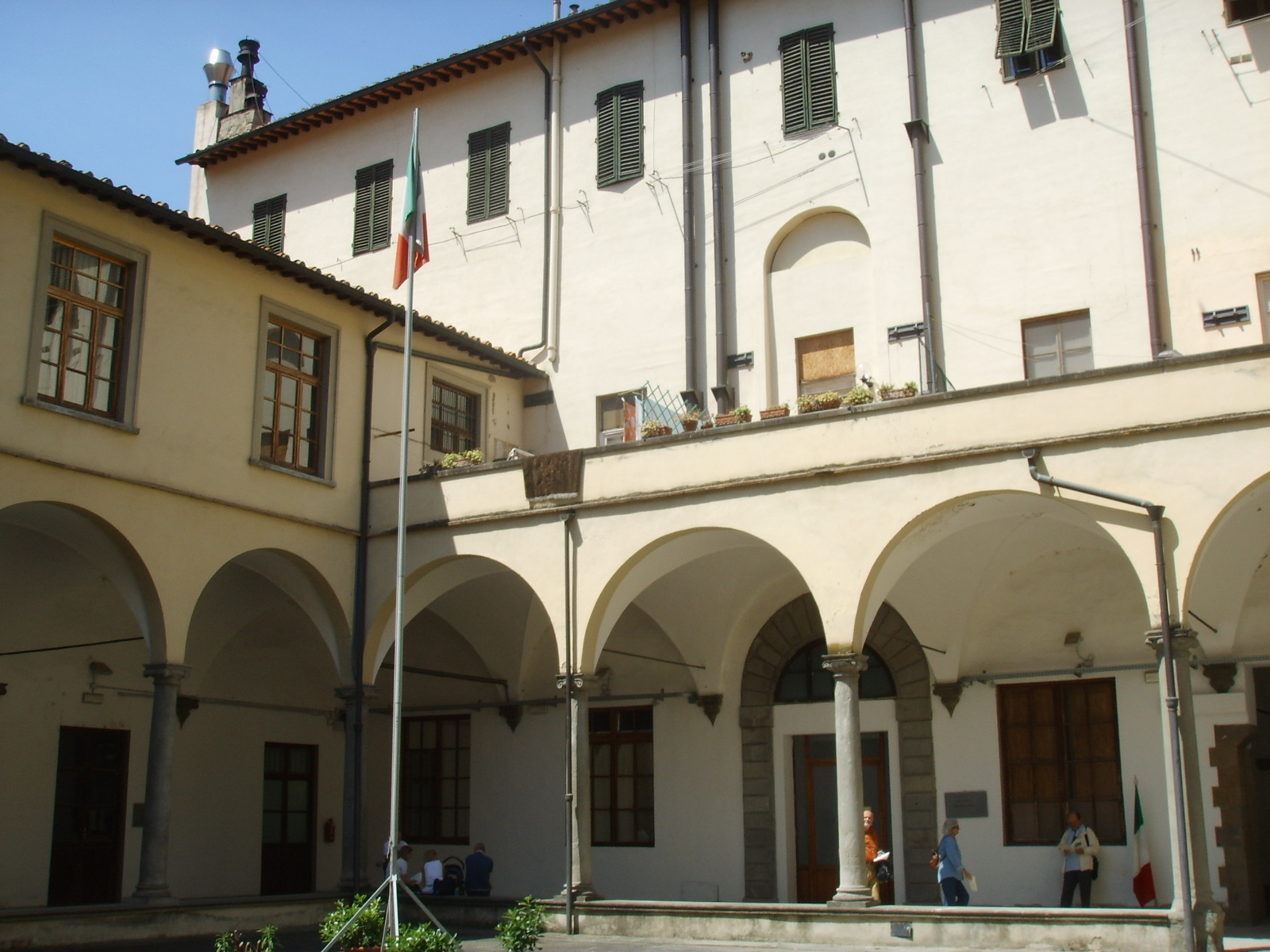
Il chiostro